# Чёрно-бело-красный флаг Германии
Чёрно-бело-красный флаг (нем. Schwarz-Weiß-Rot Flagge) — государственный флаг Северогерманского союза и Германской империи. После ноябрьской революции с 1919 года государственным флагом являлся чёрно-красно-жёлтый флаг, но с приходом нацистов к власти с 1933 по 1935 годы чёрно-бело-красный снова стал государственным, пока его не заменил «флаг с крючковатым крестом».

## История
22 сентября 1866 года в газете «Bremer Handelsblatt» была опубликована статья секретаря торговой палаты Гамбурга доктора Адольфа Зётберса (Зетбер) (нем. Adolf Soetbeer), в которой предлагалось сделать флагом будущего единого немецкого государства полотнище из чёрной, белой и красной полос. Этот проект поддержал Отто фон Бисмарк, настоявший на включении в проект конституции Северогерманского союза описания флага.
Статьёй 55 Конституции Германской империи, принятой 16 апреля 1871 года, было установлено:
Флаг военного и торгового флота есть чёрно-бело-красный.
Юрген Арндт ошибочно утверждал, что Конституцией были установлены «государственные цвета» (нем. die Reichsfarben).
8 ноября 1892 года чёрно-бело-красное полотнище было объявлено также и национальным флагом Германии.
Чёрная, белая и красная равновеликие горизонтальные полосы с наложенным на них изображением знака Железного Креста были изображены в крыже военного флага Германии (нем. die Reichskriegsflagge) в 1871—1919 годах, который являлся и флагом военных кораблей, и флагом армии.

Гюйс
Кормовой флаг вспомогательных судов
Флаг почты

Торговые, пассажирские и иные коммерческие суда, внесённые в судовой регистр Германии, несли в 1871—1919 годах в качестве кормового флага полотнище из трёх равновеликих горизонтальных полос: верхней — чёрной, средней — белой и нижней — красной. Чёрный, белый и красный цвета использовались при торжественных мероприятиях, изображались в армейской кокарде, на знамёнах и флагах.

Военный флаг (1871—1892)
Военный флаг (1892—1903)
Военный флаг (1903—1918)

## Использование после упразднения монархии
После Ноябрьской революции 1918 года и поражения Германии в Первой мировой войне Национальное Собрание 11 августа 1919 года в Веймаре приняло конституцию, которая провозгласила Германию республикой и установила национальными цветами чёрный, красный и золотой. Однако чёрно-бело-красный флаг оставался популярным и после его отмены (тем более, что торговый флаг по-прежнему остался чёрно-бело-красным, только с добавлением чёрно-красно-золотого крыжа). В 1920-е годы существовали политические организации — «Государственный флаг» (нем. die Reichsflagge) и «Государственный военный флаг» (нем. die Reichskriegsflagge), которые выступали за использование чёрно-бело-красного флага.

После прихода нацистов ко власти 12 марта 1933 года было установлено, что государственным флагом является флаг, состоящий из чёрной, белой и красной полос. Однако стоит заметить, что вместе с этим флагом должен был вывешиваться и «Флаг с крючковатым крестом» (нем. die Hakenkreuzflagge). Однако после смерти Гинденбурга, когда вся власть перешла к национал-социалистам, чёрно-бело-красный флаг был отменён. Закон о флаге рейха от 15 сентября 1935 года провозглашал чёрный, красный и белый государственными цветами Германии, но изменял государственный флаг с трёхполосного на флаг со свастикой.

Государственный флаг (1933-1935)
Военный флаг (1933-1935)
Флаг почты (1933-1935)

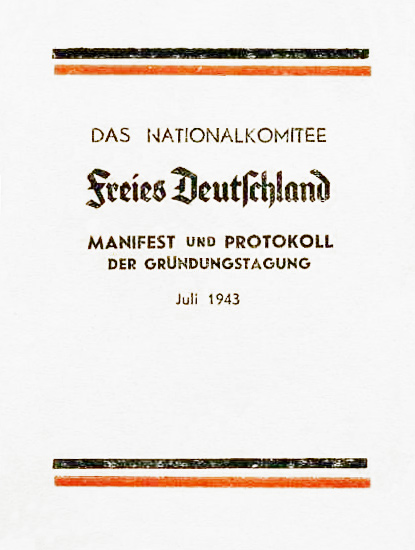
Обложка брошюры организации «Свободная Германия», июль 1943 года

После того, как флаг был отменён нацистами, он стал одним из символов германского национального сопротивления диктаторскому режиму Гитлера. В частности, его использовала основанная в 1943 году организация «Свободная Германия». На брошюрах и на повязках участников движения присутствовали равные полосы чёрного, белого и красного цветов